# نوك أباد (تشابهار)
نوك أباد (بالفارسية: نوک‌آباد) هي منطقة سكنية تقع في سيستان وبلوتشستان في إيران. يقدر عدد سكانها بـ 1045 نسمة بحسب إحصاء 2016.